# Верхњи Уфалеј
Верхњи Уфалеј (рус. Верхний Уфалей) град је у Русији у Чељабинској области. Према попису становништва из 2010. у граду је живело 30481 становника.

## Становништво
| 1939.  | 1959.  | 1970.  | 1979.  | 1989.  | 2002.  | 2010.  |
| ------ | ------ | ------ | ------ | ------ | ------ | ------ |
| 25.573 | 36.934 | 37.888 | 38.595 | 40.061 | 34.360 | 30.481 |